# Turó d'en Quadres
El Turó d'en Quadres és una muntanya de 420 metres que es troba al municipi de Santa Coloma de Farners, a la comarca de la Selva.